# ケニオン大学
ケニオン大学（ケニオンだいがく、Kenyon College）は、アメリカ合衆国オハイオ州ガンビア村（コロンバス郊外）にある私立リベラル・アーツ・カレッジ。1824年に創立した、オハイオ州最古の私立大学である。同学は高等教育委員会（HLC、旧北中部大学学校協会/NCA）により認定を受けている。学部生のみ約1,700人の学生を抱え、学生対教授の人数比は10:1、クラスサイズの平均は15人、全講義の約80%は20人以下の学生数で行われているという、リベラル・アーツ・カレッジの特徴とも言える少人数制教育を徹底して行っている。同学はヒドゥン・アイビーの1つにも数えられている。USニューズ&ワールド・レポート誌が毎年出している大学ランキングでは、全米のリベラル・アーツ・カレッジの中で25位前後、もしくはそれ以内に入る評価を受けている。

## 沿革

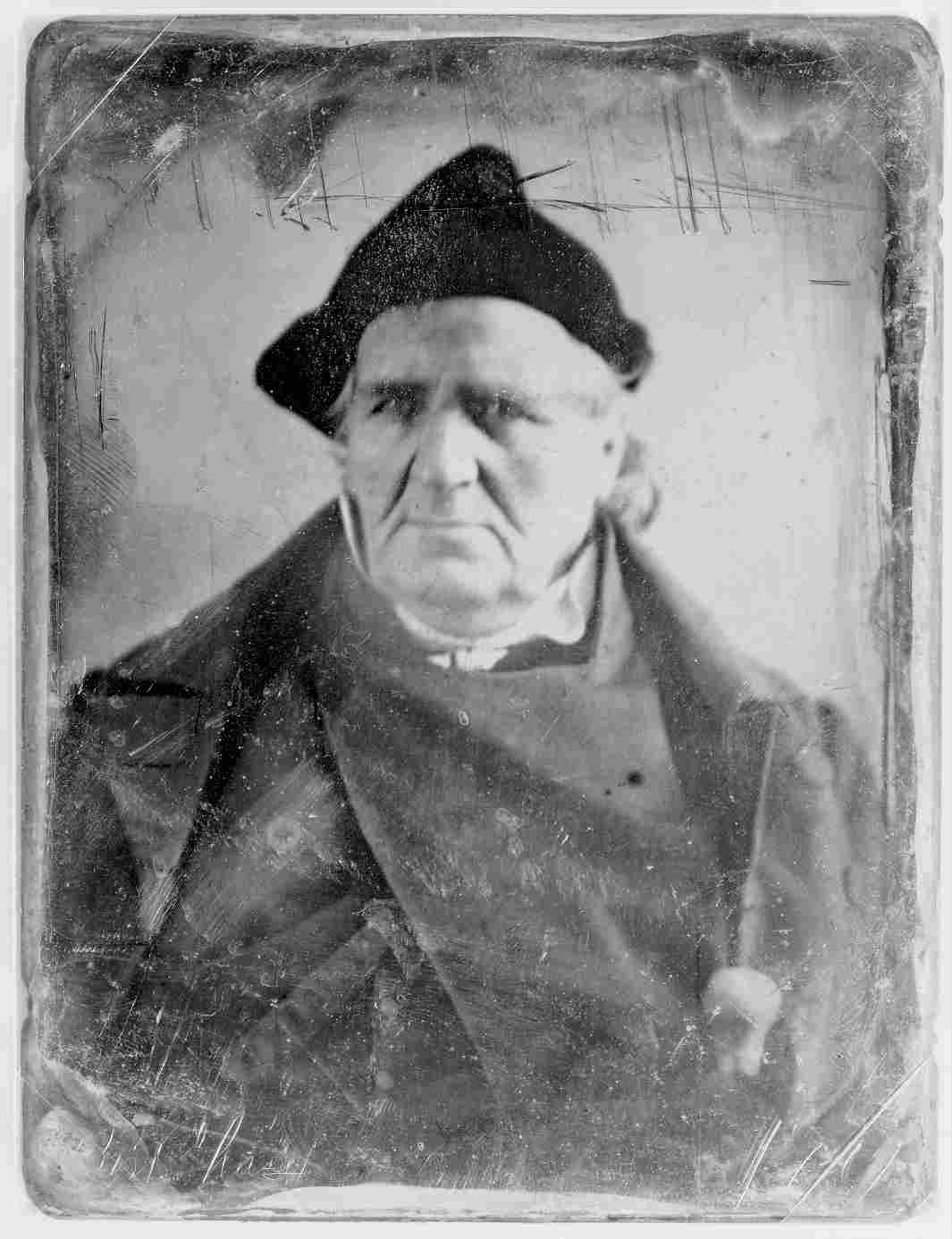
フィランダー・チェース

ニューハンプシャー州に生まれ、ダートマス大学を卒業した、聖公会の聖職者フィランダー・チェースは1818年、新たに創設されたオハイオ教区の初代主教に就任した。1823年には、チェースは教役者を育成する大学を設立すべく、その資金集めのためにイングランドへと渡った。翌1824年、帰国したチェースは、現在のコロンバス北郊、ワージントンに構えていた自身の農場内に神学校を創立した。この神学校がケニオン大学の始まりであった。その翌々年、1826年には、チェースはマウントバーノンの弁護士ヘンリー・カーティスの助力を得て、ノックス郡の「原野の中にそびえる丘」の土地を購入し、ガンビア・ヒルと名付けたその土地に神学校を移転した。ケニオン大学の校名、ガンビア・ヒルという地名のいずれも、イングランドの出資者、ケニオン卿およびガンビア卿にそれぞれちなんでつけられたものであった。
1841年、第3代学長デイビッド・ベイツ・ダグラスは「入学の誓い」を導入した。この「入学の誓い」は現在でも受け継がれており、毎年10月に開かれる「創立者の日」の式典で、新入生および新規編入生が署名をし、大学の各種規定遵守、他の模範となること、そしてケニオン大学への忠誠を示すきまりになっている。「入学の誓い」の文面は下記の通りである。

We, undergraduates of Kenyon College, being now admitted to the rite of matriculation, do undertake the following promise:
As members of the Kenyon College community, we will devote ourselves to the shared values of mutual respect, inclusive citizenship, spirited inquiry, and intellectual integrity. In so doing, now and in our lives hereafter, we honor those who came before us on Gambier Hill.

（訳）私たち、ケニオン大学の学部生は、入学を許可された今、下記のことを約束します:
ケニオン大学コミュニティの一員として、私たちは互いに尊重し合うこと、全てを受容する共同社会の一員たること、活発に問うこと、そして知に誠実であることという価値を皆と共有します。そうすることにより、今、そしてこれからの人生において、私たちはガンビア・ヒルに集った先人たちを讃えます。

1939年に詩人・文学評論家ジョン・クロウ・ランサムが文学誌「ケニオン・レビュー」（The Kenyon Review）を創刊すると、ケニオン大学の英文学部門は一目置かれる存在となった。21年間の在職中、ランサムは同誌において、アレン・テイト、ロバート・ペン・ウォーレン、ウィリアム・エンプソンといった世界的作家の作品から、フラナリー・オコナーやロバート・ローウェルら当時「若手」とされた作家の作品に至るまで、様々な作品を紹介した。ケニオン・レビュー誌は、1940-50年代の英語圏において、最も影響力を持つ文学誌となった。
1969年には、ケニオン大学は初めて女子学生を受け入れ、男女共学に移行した。

## キャンパス

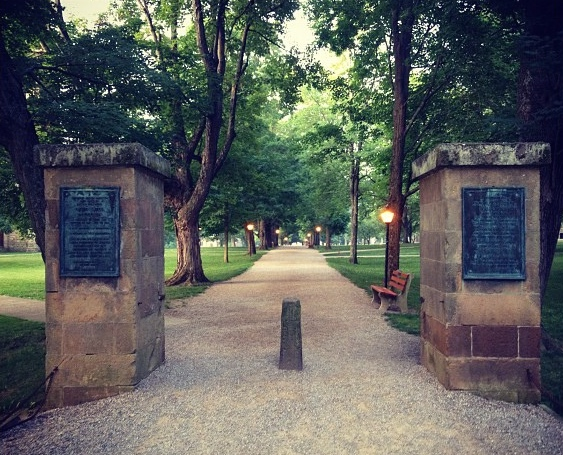
キャンパス中央部を南北に貫くミドル・パス

ケニオン大学はオハイオ州の州都コロンバスから北東へ約72km、マウントバーノンの東約8km、ガンビア村に1,000エーカー（404.7ha）のキャンパスを構えている。丘陵の上、森の中に築100年超のゴシック・リバイバル様式やグリーク・リバイバル様式の校舎が建ち並ぶケニオン大学のキャンパスは、アメリカ合衆国で最も美しい大学キャンパスの1つにしばしば挙げられる。キャンパス全体が、1975年に国家歴史登録財に指定されている。
キャンパスはガンビア村域のほぼ全体に広がっている。加えて、村域外（カレッジ郡区内の所属未定地）、ココシング川の対岸にも、500エーカー（202.3ha）のブラウン家環境センター自然保護区が広がっている。この自然保護区もキャンパスの一部で、同学の生物学の授業や、夏季休暇中の調査・研究等に使われている。

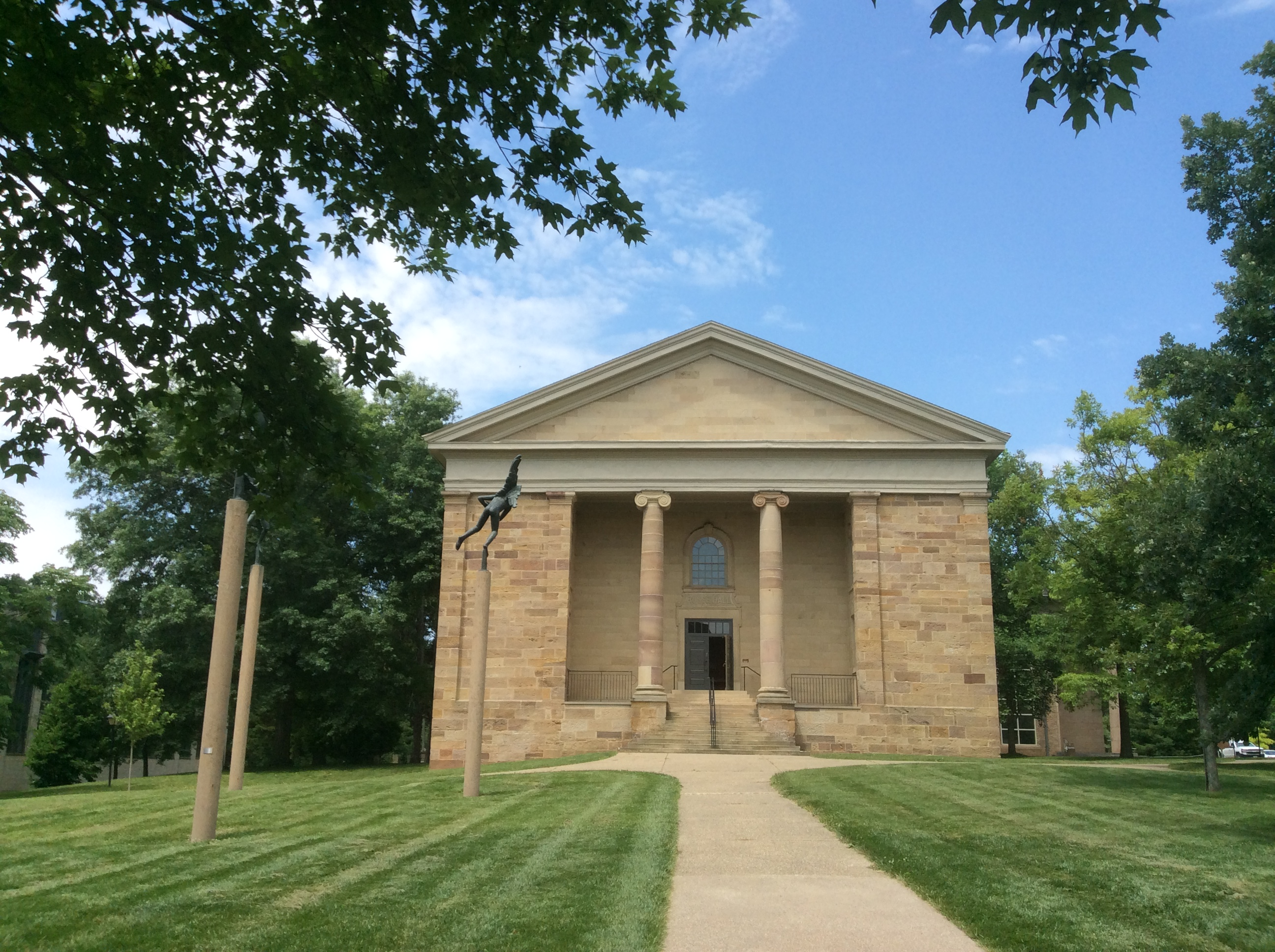
ロス・ホール

キャンパス中心部、ブルックリン・ストリートとウィギン・ストリートの間のミドル・パス両側のブロックは、大学書店やその他大学の校舎等に交じって、民間の店舗や宿泊施設が建ち並んでいるのに加えて、銀行、郵便局、カレッジ郡区消防本部も立地しており、ガンビア村の中心部にもなっている。ウィギン・ストリートの南側、ミドル・パスの東側には入学事務局が入っているランサム・ホールや図書館が、また西側には芸術史部門が所有する美術館、ガンド・ギャラリーや、650席を有するコンサートホール、ロス・ホールが建っている。学生寮はキャンパス北部と南部に、また体育施設はキャンパス南東端に集中している。
最寄りの空港であるポート・コロンバス国際空港からキャンパスまでは車で約1時間を要する。大学側では学期中、空港とキャンパスを結ぶ予約制のシャトルバスを運行している。また、グレイハウンドと提携しているゴーバスのバスストップがキャンパス北部のマクブライド・ホール学生寮前にあり、コロンバスとウースターをニューアーク・マウントバーノン経由で結ぶバスが停車する（マンスフィールド経由のバスは停車も通過もしない）。このバスはポート・コロンバス国際空港だけでなく、コロンバスのダウンタウンにあるグレイハウンドのバスターミナルにも停車する。

## 学術と教育

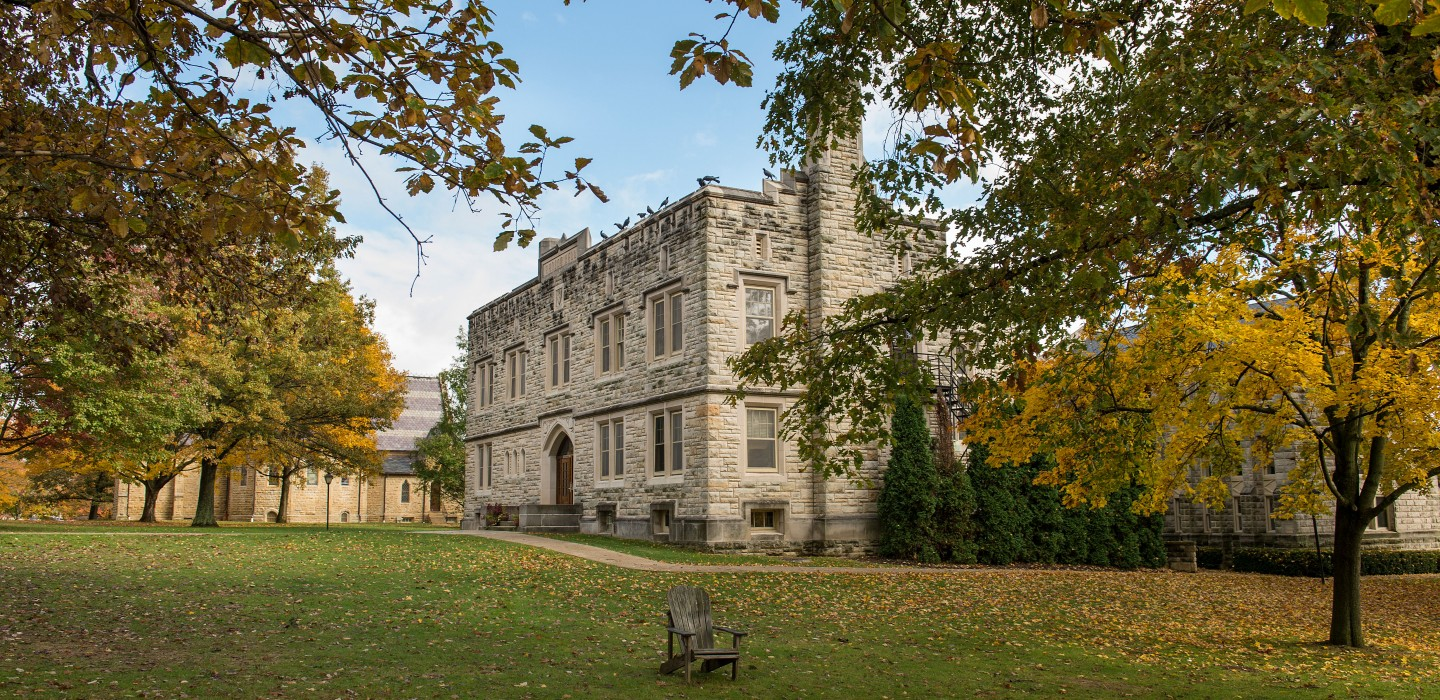
ランサム・ホール

ケニオン大学は高等教育委員会（HLC、旧北中部大学学校協会/NCA）により認定を受けている。学部生のみ約1,700人の学生を抱え、学生対教授の人数比は10:1、クラスサイズの平均は15人、全講義の約80%は20人以下の学生数で行われているという、リベラル・アーツ・カレッジの特徴とも言える少人数制教育を徹底して行っている。同学は18部門が各々提供している33の専攻プログラムに加えて、13の学際的専攻プログラムを提供している。
ケニオン大学は五大湖大学連盟（Great Lakes Colleges Association、GLCA）の加盟校であり、同じく同連盟に加盟しているアーラム大学が主催する、早稲田大学との日本研究留学プログラムに参加しており、このプログラムを通じて同学から早稲田大学に留学生を派遣し、また同学に早稲田大学からの留学生を受け入れている。
ケニオン大学はヒドゥン・アイビーの1つにも数えられ、USニューズ&ワールド・レポート誌が毎年出している大学ランキングでは、全米のリベラル・アーツ・カレッジの中で25位前後、もしくはそれ以内に入る評価を受けている。合格者の高校でのGPAの平均は3.9で、その中間50%（25-75パーセンタイル）の大学進学標準試験における成績は、SAT Critical Reading（国語）が800点満点中640-720点、Math（数学）が800点満点中630-740点、合計が1600点満点中1270-1460点となっている。ACTでは、36点満点中29-33点となっている。例年、志願者数に対する合格率は35%前後にとどまる。ケニオン大学と同様にオハイオ州を代表するリベラル・アーツ・カレッジであるオーバリン大学に加えて、グリネル大学やミドルベリー大学といった他州の名門リベラル・アーツ・カレッジや、アイビー・リーグの中でもリベラル・アーツ色の強いブラウン大学がよく併願される。

## 大学関係者の人物一覧
- チャールズ・ライフスナイダー - 立教学院理事長、立教大学総長、立教女学院学長、聖路加女子学園（現・聖路加国際大学）理事長、聖路加国際病院理事長、日本聖公会主教、米国聖公会宣教師
- ポール・ニューマン - 俳優。卒業後は俳優、福祉活動家として活躍。　2007年6月、母校に対し、「母校への個人的愛情や恩義」を理由として、奨学基金の設立資金として1000万ドル（約10億円）の寄付を申し出る。奨学金は家庭の事情で学費が払えない非白人のマイノリティー（少数派）の学生らに支給されていく予定。

## 推奨文献
- Kluge, P.F. Alma Mater: A College Homecoming. Addison-Wesley. 1995年. ISBN 978-0201489354.
- 庄野潤三. ガンビア滞在記. 中央公論社. 1959年. ASIN B000JAT34U.
  - みすず書房「大人の本棚」シリーズ版: 2005年. ISBN 978-4622080626.

## 註
1. ↑  Traditions Ancient to Present. Kenyon College. 2020年5月27日閲覧.
2. 1 2 3 4 5 6 7 8  Kenyon At A Glance. Kenyon College. 2020年5月27日閲覧.
3. 1 2 3 4  History & Traditions at Kenyon. Kenyon College. 2020年5月27日閲覧.
4. 1 2 3 4 5 6 7  Kenyon College. U.S. News & World Report. 2019年. 2020年5月27日閲覧.
5. ↑  Kenyon College (USA) entry, Members, Colleges and Universities of the Anglican Communion
6. ↑  Web Content Style Reference. Kenyon College. 2020年5月24日閲覧.
7. ↑  州立大学も含めるとオハイオ大学（1804年創立）が最古。
8. 1 2  Kenyon College. Higher Learning Commission. 2020年5月27日閲覧.
9. 1 2  Greene, Howard and Matthew W. Greene. Greenes' Guides to Educational Planning: The Hidden Ivies, 3rd Edition: 63 of America's Top Liberal Arts Colleges and Universities. New York: HarperCollins. 2016年. ISBN 978-0062420909.
10. 1 2  Best Colleges 2020: National Liberal Arts Colleges Rankings. U.S. News & World Report. 2019年. 2020年5月27日閲覧.
2020年版（2019年発行）では27位であった。
11. ↑  A brief biography of Philander Chase. Kenyon College. 2020年6月4日閲覧.
12. ↑  Philander Chase. Mount Vernon, Ohio: Knox County Historical Society. 2020年6月4日閲覧.
13. ↑  Founders' Day. Kenyon College. 2020年6月4日閲覧.
14. ↑  Text of the Matriculation Oath. Kenyon College. 2020年6月4日閲覧.
15. ↑  A Brief History of The Kenyon Review. The Kenyon Review. 2020年6月4日閲覧.
16. 1 2  Getting to Campus. Kenyon College. 2020年6月2日閲覧.
17. 1 2 3 4  The Kenyon Campus. Kenyon College. 2020年6月2日閲覧.
18. ↑  Karim, Jawed. The World's Most Beautiful College Campuses. Forbes. 2010年9月1日. 2020年6月2日閲覧.
19. ↑  Tep, Ratha. America's Most Beautiful College Campuses. Travel+Leisure. 2016年12月22日. 2020年6月2日閲覧.
20. ↑  Miller, Kaitlin The Most Beautiful College Campuses in America. The Active Times. 2019年6月19日. 2020年5月27日閲覧.
21. ↑  OHIO - Knox County. National Register of Historic Places. 2020年6月2日閲覧.
22. 1 2 3 4  Campus Map. Kenyon College. 2020年6月2日閲覧.
23. ↑  Locations: Gambier. GoBus, Hocking Athens Perry Community Action. 2020年6月2日閲覧.
なお、バス乗車券はバスストップ近辺やマクブライド・ホール内ではなく、キャンパス中心部に立地する大学書店で販売している。
24. ↑  GoBus Routes. GoBus, Hocking Athens Perry Community Action. 2020年6月2日閲覧.
25. ↑  Academics, Departments & Programs, Available Majors, Minors and Concentrations. Kenyon College. 2020年6月3日閲覧.
26. ↑  Our Colleges. Great Lakes Colleges Association. 2020年6月6日閲覧.
27. ↑  Japan Study. Earlham College. 2020年6月6日閲覧.
28. ↑  早稲田大学協定校一覧. p.4. 早稲田大学. 2020年2月1日. 2020年6月6日閲覧.
29. ↑  Incoming Class Profile. Kenyon College. 2020年6月3日閲覧.